# Endless, Nameless
«Endless, Nameless» (en español: «Sin fin, sin nombre») es una canción del grupo musical de grunge Nirvana. La canción contiene gritos, guitarras y bajos altamente distorsionados y batería pesada. 
Se han publicado tres versiones oficiales de «Endless, Nameless»:
- La grabación original de estudio apareció como una pista oculta en el segundo álbum del grupo musical, Nevermind, lanzado en 1991. El cantante y guitarrista Kurt Cobain decidió dejar la canción (creada cuando, en las sesiones de grabación del álbum, una toma de «Lithium» resultó fallida)[1] al final del álbum de estudio, inspirado por la canción de The Beatles «Her Majesty» de Abbey Road.[2] (considerada usualmente como el primer ejemplo de "pista secreta"). La canción no fue listada en el índice de canciones del álbum de estudio, y empieza diez minutos después de la finalización de la canción «Something in the Way», sin llevar una pista aparte de esta. Las primeras copias del álbum Nevermind (menos de 50 mil) no contienen la canción debido a un error de masterización y todas las copias estadounidenses del álbum posteriores a 1994 (año de la muerte de Cobain) omiten la canción (aunque continúa presente en varias copias británicas).[2] Esta versión de la canción fue mezclada e incluida como un lado B en algunas versiones del sencillo de «Come as You Are» en marzo de 1992.
- Una interpretación en vivo de la canción de la presentación del grupo el 31 de octubre de 1991 en el Teatro Paramount de Seattle se puede ver en el video Live! Tonight! Sold Out!!. Tal como en Nevermind, la canción no se encuentra listada en ninguna parte del DVD.
- Una versión grabada en las sesiones con el DJ John Peel para la BBC fue incluida en el box set de 2004 With the Lights Out.

Adicionalmente, un clip de MP3 que incluye varios fragmentos de otras presentaciones de la banda incluye un pedazo de la supuesta primera interpretación en vivo de la canción, el 18 de enero de 1991 en la Universidad Estatal de Evergreen, con una introducción del bajista Krist Novoselic diciendo que la banda tenía "dificultades técnicas", y con diferentes letras a la versión de estudio.

## Versiones
- "Weird Al" Yankovic parodió la canción en su álbum de 1992 Off the Deep End, que no solo parodiaba la portada de Nevermind, sino el primer y exitoso sencillo del álbum de estudio, «Smells Like Teen Spirit». La parodia, «Bite Me», consiste en ocho segundos de gritos y música ruidosa, y empieza después de diez minutos de silencio desde el final de «You Don't Love Me Anymore».

## Personal
- Kurt Cobain: Voz y guitarra.
- Krist Novoselic: Bajo.
- Dave Grohl: Batería.